# SSB ZT 4.2
Der ZT 4.2 (interne Bezeichnung: S-ZT 4.2) ist ein meterspuriges Triebfahrzeug der Stuttgarter Straßenbahnen (SSB), das seit Oktober 2022 auf der Strecke der Zahnradbahn Stuttgart eingesetzt wird und die Vorgängerbaureihe ZT 4 abgelöst hat. Die Bezeichnung „ZT 4.2“ steht für „Zahnrad-Triebwagen mit vier Achsen der zweiten Generation“. Der Zahnradantrieb ist für eine einlamellige, leiterförmige Zahnstange nach dem System Riggenbach in Gleismitte und auf gleicher Höhe mit der Schienenoberkante konstruiert.

## Vorgeschichte
Die Wagen ersetzten die bisherigen Fahrzeuge von 1982 der Generation ZT 4, die das Ende ihrer technischen und wirtschaftliche Lebensdauer erreicht haben (siehe Außerbetriebnahme und Verbleib im Artikel „SSB ZT 4“). Der Stuttgarter Gemeinderat hatte bereits im Juli 2017 einen Investitionszuschuss in Höhe von 2,5 Millionen Euro pro Triebwagen für die Beschaffung beschlossen. Zusätzlich gab es vom Land Baden-Württemberg eine Förderung von einer Million Euro je Triebwagen.
Lieferant der neuen Fahrzeuge ist der Schweizer Konzern Stadler Rail, der in seinem Werk in Bussnang maßgeschneiderte Spezialfahrzeuge herstellt und bereits die neusten Stadtbahn-Generationen gefertigt hatte. Die SSB bestellten dort Ende 2018 für 19,3 Millionen Euro drei ZT 4.2 und drei Vorstellwagen für die Fahrradmitnahme inklusive einem Ersatzteilpaket. Im Jahr 2016 war das erste Konzept des Projektes entworfen worden, 2019 startete die Konstruktion der Fahrzeuge.
Die drei Zuggarnituren (jeweils Triebwagen und Fahrradvorstellwagen) kamen Ende September 2021 (TW 1101), im Februar 2022 (TW 1102) und Ende Juli 2022 (TW 1103) per Schwertransport mit Spezialtieflader nach Stuttgart. Das Regierungspräsidium Stuttgart erteilte am 21. Juli 2022 die Zulassung der neuen Fahrzeuge, sodass mit Ausbildungs- und Schulungsfahrten begonnen werden konnte. Die Lebensdauer der ZT 4.2 ist auf etwa 40 Jahre angesetzt.

## Indienststellung und Einsatz
Der Einsatz im Fahrgastbetrieb begann mit Triebwagen 1102 und Fahrradvorstellwagen 1111 am 8. Oktober 2022 mit einer kleinen Feierstunde. Wagen 1103 folgte Mitte Dezember desselben Jahres, bis dahin verkehrte Wagen 1102 im Mischbetrieb mit den beiden verbliebenen ZT 4. Nach der Indienststellung des letzten Wagens im Frühjahr 2023 fand am 13. Mai 2023 eine Festveranstaltung zur „Taufe“ der drei neuen Einheiten auf die Namen Weinsteige, Degerloch und Haigst statt. Wagen 1101 trägt seitdem eine stilisierte lilafarbene Weinrebe, Wagen 1102 das Wappen Degerlochs und Wagen 1103 das Wappen des Grafen Eberhard im Bart von Württemberg, das auf einem Denkmal am Haigst zu sehen ist.
Da der erste Wagen (TW 1102) in seinen ersten Betriebswochen noch Anlaufschwierigkeiten wie Türstörungen etc. hatte, waren zeitweise nur die alten ZT 4 im Einsatz.
Der Triebwagen, der im Herbst 2021 als erster angeliefert wurde, ist ein Prototyp, mit dem die ersten Probe- und Einstellfahrten absolviert wurden (TW 1101). Dieser musste bis zu seiner Inbetriebnahme technisch an die anderen Triebwagen angeglichen werden. Bis zu seiner Überführung an die Zahnradbahnstrecke befand er sich in der SSB-Hauptwerkstatt in Möhringen und ersetzte letztendlich den vorletzten Triebwagen der Vorgängergeneration.
Die Ablösung der bisherigen Fahrzeuggeneration durch die neue konnte nur schrittweise erfolgen, da der Betriebshof im ehemaligen Filder-Bahnhof nur vier Fahrzeuggarnituren auf einmal aufnehmen kann, wobei zwei für den laufenden Betrieb benötigt werden und eine als Ersatz, während die vierte das vorgeschriebene Testprogramm auf der Strecke durchlaufen kann. Die Stuttgarter Verhältnisse sind weltweit einmalig, sodass die Fahrzeuge nirgendwo anders erprobt werden konnten. Die Tests wurden außerhalb des Fahrgastverkehrs durchgeführt, zum Teil auch in der Nacht. Außerdem musste gleichzeitig das Personal der SSB auf der neuen Fahrzeuggeneration ausgebildet werden.
Für einen niveaugleichen Einstieg in die partiell niederflurigen Fahrzeuge müssen die Bahnsteige einiger Haltestellen noch entsprechend umgebaut werden. Topografisch bedingt haben die Haltestellen teils starke Längsneigung, daher sind die formalen Anforderungen der Barrierefreiheit weiterhin nicht herstellbar, unabhängig von den eingesetzten Fahrzeugen.

Für den Unterhalt der neuen Wagen waren umfangreiche Umbauten an Werkstatt und Depot erforderlich, da mehr Aggregate auf dem Wagendach angeordnet sind.

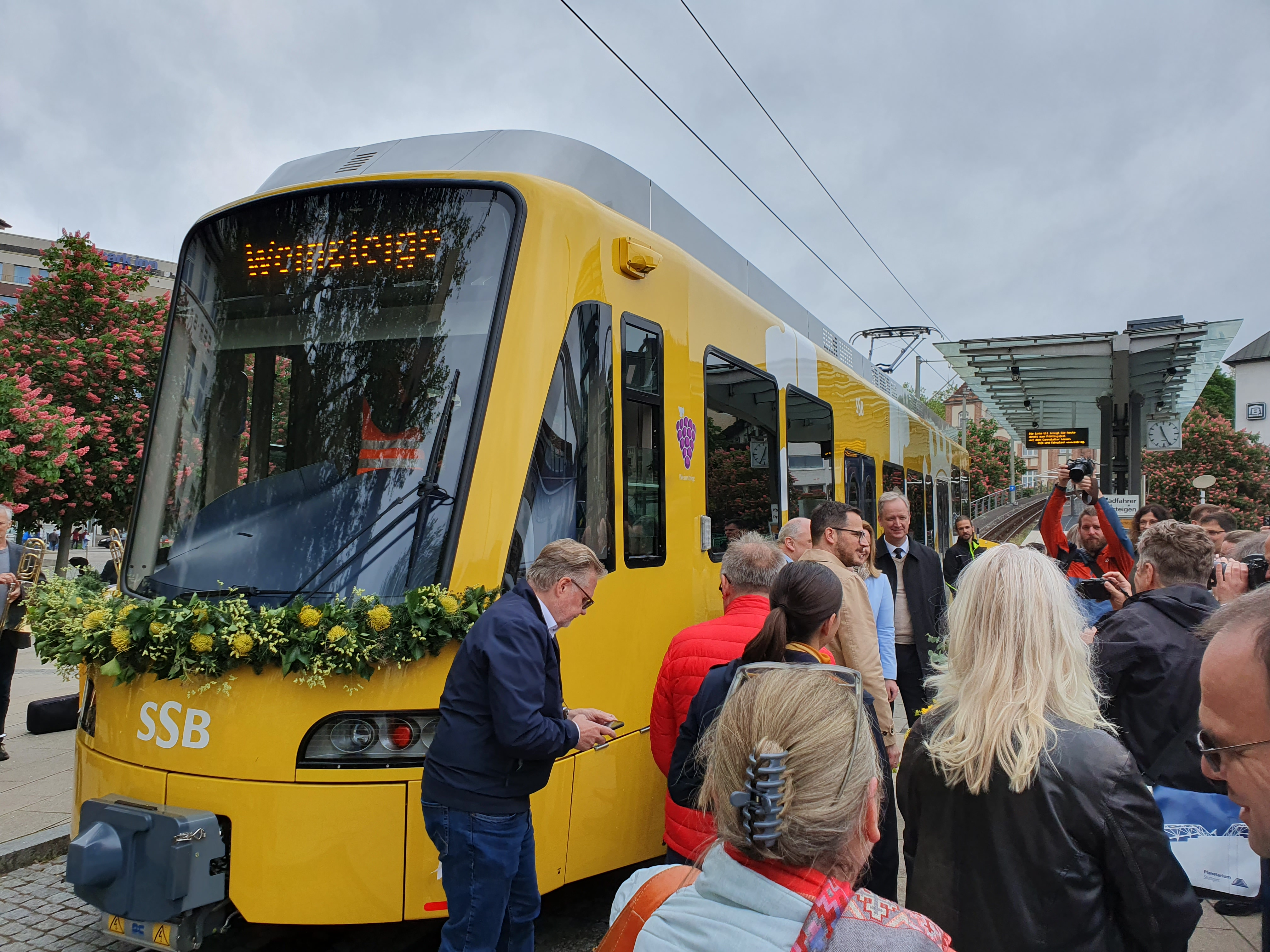
Wagen 1101 „Weinsteige“ bei seiner Taufe
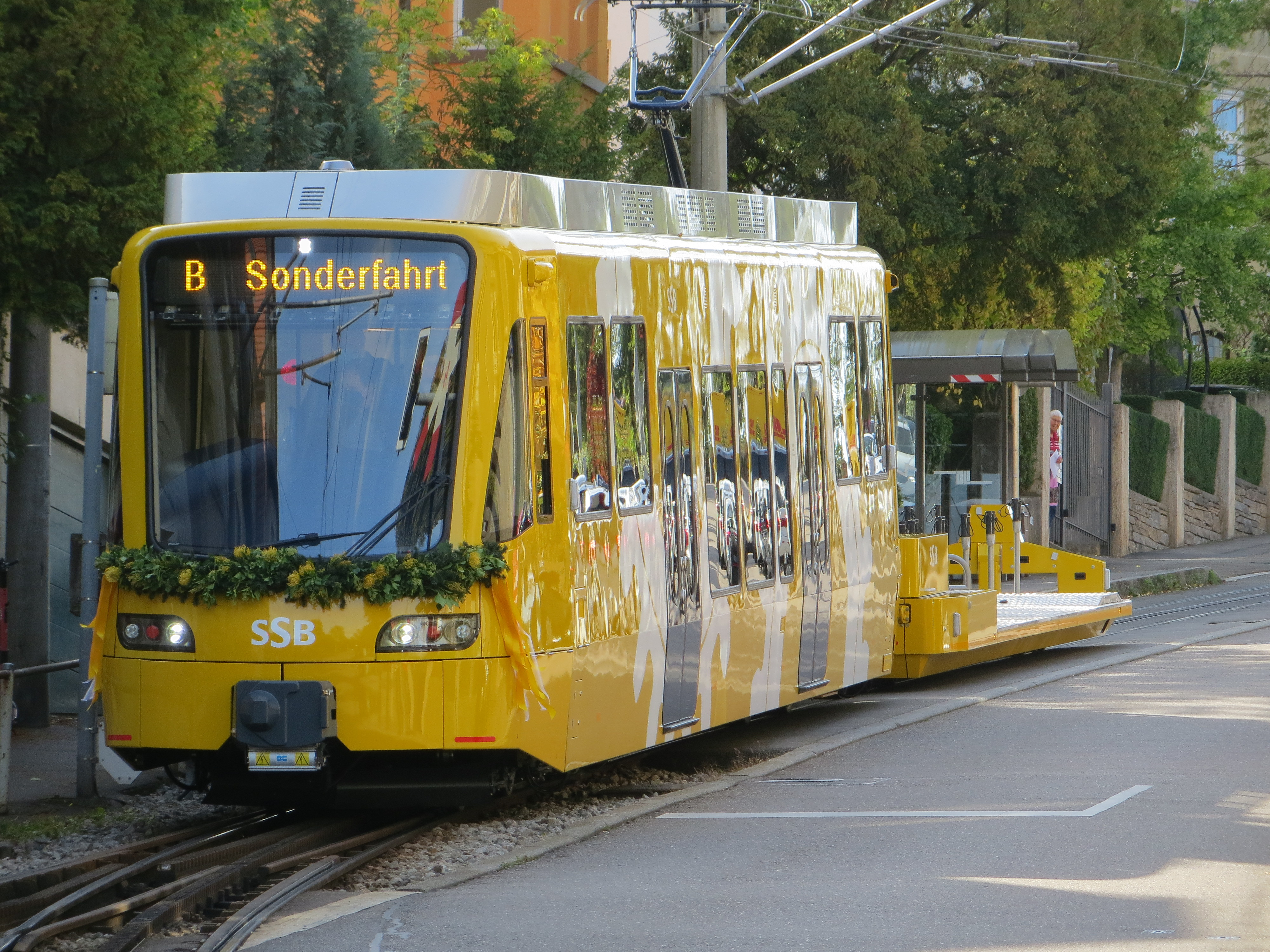
Wagen 1102 „Degerloch“ vor seiner Einweihungsfahrt
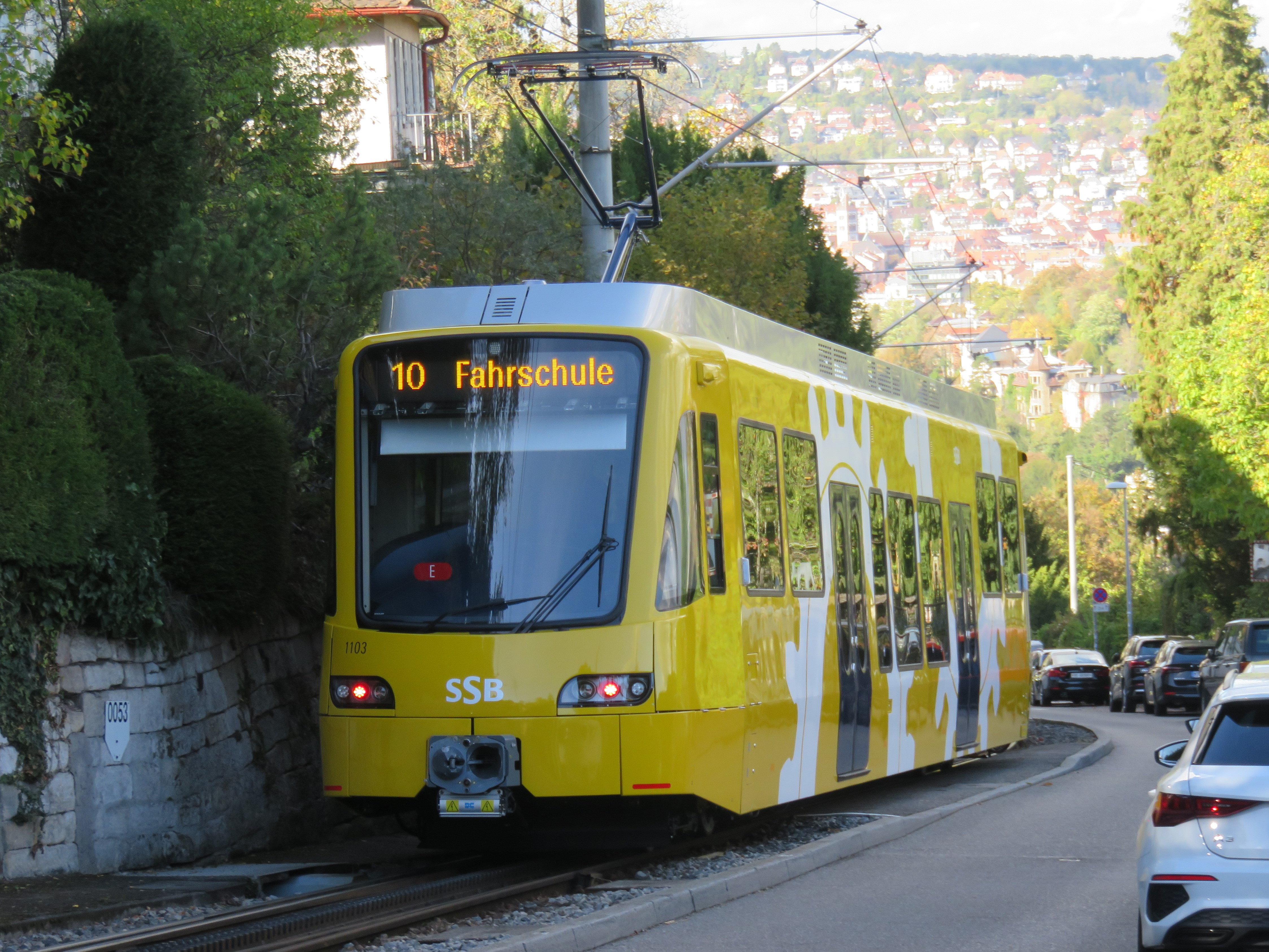
Wagen 1103 „Haigst“ bei einer Testfahrt

## Ausstattung

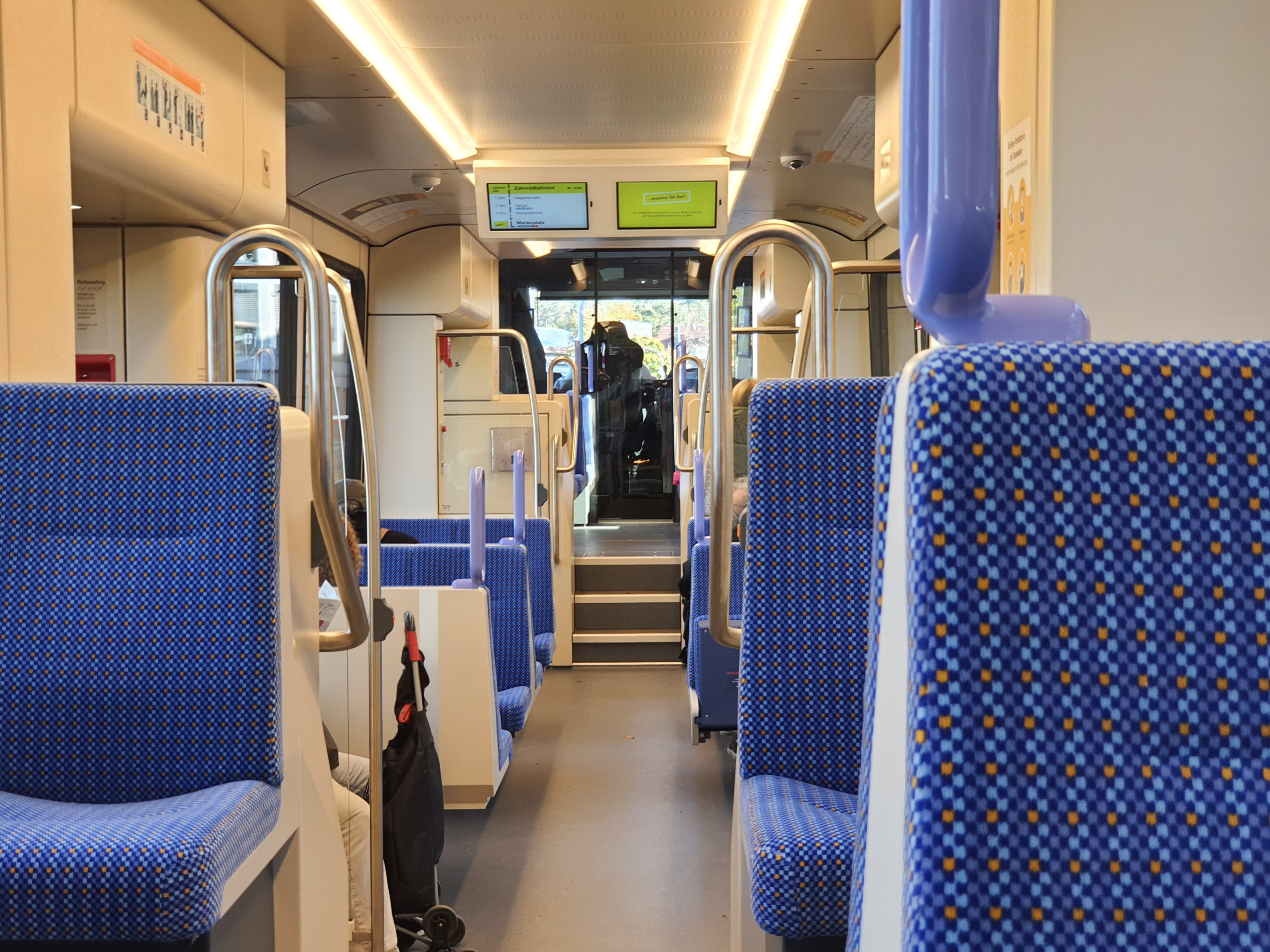
Der Innenraum mit Blick vom Hochflurbereich in den Niederflurbereich

### Innenraum
Ein ZT 4.2 verfügt über 51 Sitzplätze, davon 7 Klappsitze. 19 der Sitzplätze befinden sich im Niederflurbereich zwischen den beiden Einstiegstüren. Dieser verfügt außerdem über einen Mehrzweckbereich mit Platz für Kinderwagen und Rollstühle. Die beiden Hochflurbereiche sind über Stufen im Wageninneren zugänglich. Das neue Modell hat mehr Stehplätze im Vergleich zum Vorgängermodell. Außerdem verfügt es über größere Panoramafenster und ist klimatisiert.

### Äußeres Erscheinungsbild

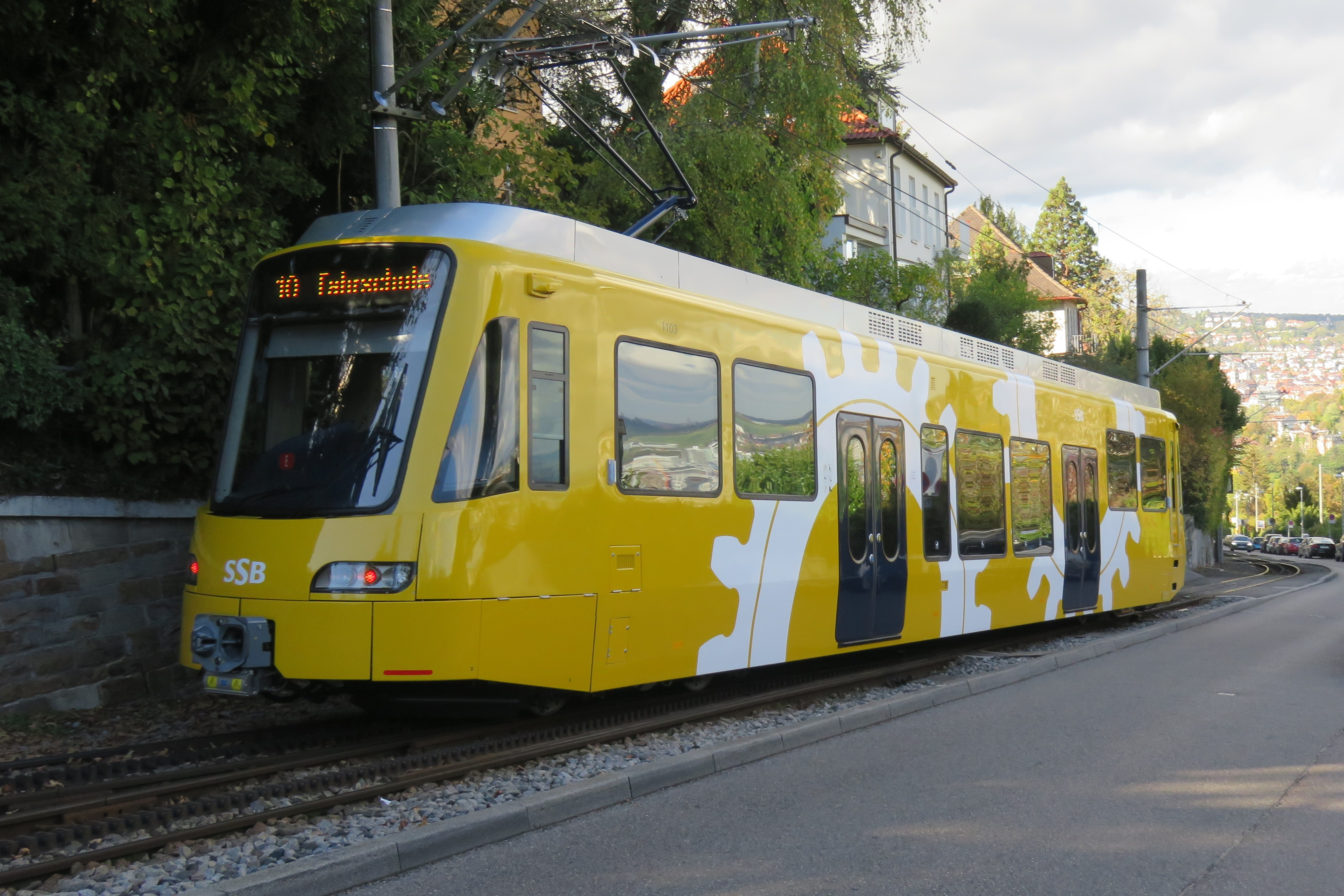
Wagen 1103 mit seitlichem Zahnrad-Design und nachtblauen Türen

Der ZT 4.2 ist ein 20 Meter langer Vierachser mit einem Führerstand an jedem Ende. Seine Außenmaße entsprechen weitgehend denen der Vorgängergeneration ZT 4, da das bestehende Depot der Zahnradbahn keine Erweiterung zuließ. Optisch sind die ZT 4.2 an die ebenfalls von Stadler hergestellten Stadtbahnen vom Typ DT 8.12–15 angelehnt, einige Teile sind überdies sogar baugleich und können untereinander ausgetauscht werden, was zu einer Erleichterung der Logistik führt.
Die Fahrzeuge tragen an den Seiten jeweils zwei stilisierte halbe weiße Zahnräder über die gesamte Fahrzeughöhe, haben nachtblaue Türen und sind sonst vollständig im SSB-typischen ginstergelb gehalten. Dieses Design setzte sich gegen die anfangs angedachte, an den Stadtbahnen (DT 8) angelehnte Farbgebung mit durchgängig ginstergelbem Wagenkasten und nachtblauem Fensterband durch.
Seit Spätsommer 2024 tragen die Wagen anlässlich des 140-jährigen Jubiläums der Zahnradbahn die mit einem Zahnrad stilisierte Beschriftung „140 Jahre Zacke“ an den Seiten jeweils vorn und hinten.

### Technik
Die Höchstgeschwindigkeit richtet sich nach Reihe 2 der schweizerischen Ausführungsbestimmungen zur Eisenbahnverordnung und beträgt bergwärts 30 km/h, talwärts je nach Gefälle 17, 21 oder 30 km/h. Das Fahrzeug ist für eine Höchstgeschwindigkeit von 40 km/h konstruiert, die Strecke lässt jedoch nur 30 km/h zu. Die Einhaltung der Geschwindigkeit wird durch ein Zugsicherungssystem vom Typ Siemens ZUB 222 überwacht.
Darüber hinaus unterscheiden sich die Fahrzeuge durch umfangreiche technische Neuerungen von der Vorgängergeneration, wie beispielsweise eine sanftere Luftfederung, moderne Sicherheits- und Assistenzsysteme, ein Kamerasystem, das die Funktion der Rückspiegel übernimmt, oder ein digitales Fahrgastinformationssystem im Innenraum.
Das Fahrzeug ist mit zwei unabhängigen pneumatisch angesteuerten Zahnrad-Bremssystemen mit Federspeichern ausgerüstet.
Technisch sind die Fahrzeuge doppeltraktionsfähig, was im regulären Fahrgastbetrieb aus verschiedenen Gründen, insbesondere der unzureichenden Haltestellenlänge, jedoch nicht gebraucht wird. Betrieblich nötig ist die Doppeltraktionsfähigkeit zum beidseitigen Abschleppen durch einen weiteren Wagen und für den Betrieb mit den Fahrradvorstellwagen. Auch konnten die Fahrzeuge der Vorgängergeneration so geschleppt werden.
Der Antrieb erfolgt, wie beim Vorgänger, lediglich durch die Zahnräder. Die Achsen laufen antriebslos mit, die Kraft der beiden Zahnräder genügt als Antrieb. So wird der Verschleiß reduziert. Bei starrer Kopplung ergäbe sich durch die Abnutzung der Räder eine Differenz zwischen der Strecke des Zahnrades und der Strecke der Räder. Dies würde zum Radieren der Räder führen.

## Fahrradvorstellwagen
Zusammen mit den Triebwagen bestellten die SSB bei Stadler drei Vorstellwagen für die Fahrradmitnahme für jeweils eine Million Euro, deren mechanischen Teil die Ferdinand Steck Maschinenfabrik AG in Bowil herstellte. Ihre Betriebsnummern sind 1111 bis 1113 und sie werden jeweils mit dem zugehörigen Triebwagen in Dienst gestellt. Sie sind vierachsig, 12 Meter lang und können 20 Fahrräder und ein dreirädriges Lastenfahrrad befördern. Das zweiachsige Vorgängermodell bot Platz für 10 Fahrräder bei einer Länge von 4 Metern. Ein Fahrradvorstellwagen hat auf der Talseite eine Kupplung, über die er mit dem Zahnradtriebwagen verbunden wird. Er ist antriebslos und besitzt nur eine Feststellbremse.

Die Fahrradvorstellwagen verfügen über Abblendlicht, Tagfahrlicht, Fernlicht, Schlusslicht, Bremslicht, Blinker und eine Warnglocke. Um die Sichteinschränkung für den Fahrer zu kompensieren, befindet sich an der Front eines Fahrradvorstellwagens eine Kamera. Ein sensorgestütztes System erfasst bei der Anfahrt die Bereiche zwischen Triebwagen und Fahrradvorstellwagen und unmittelbar vor dem Fahrradvorstellwagen. Es kann das Anfahren des Fahrzeugs verhindern, was vom Fahrer übersteuert werden kann. Ein zweites Kollisionswarnsystem erfasst über einen Lidar-Sensor die Umgebung. Bei Hindernissen im Lichtraum löst es eine Warnung oder eine Schnellbremsung aus.

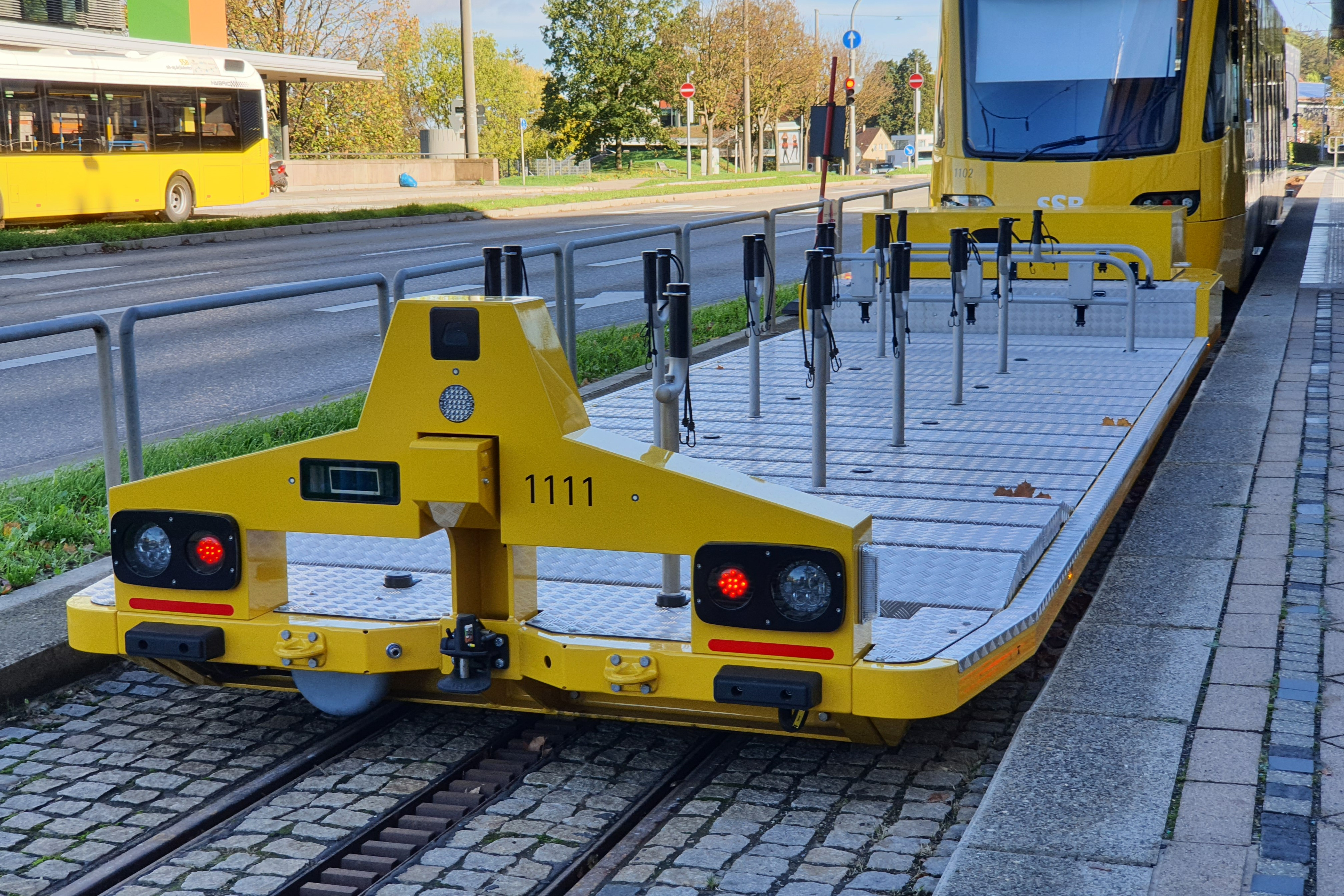
Vorstellwagen 1111 mit Instrumenten und Licht an der Front
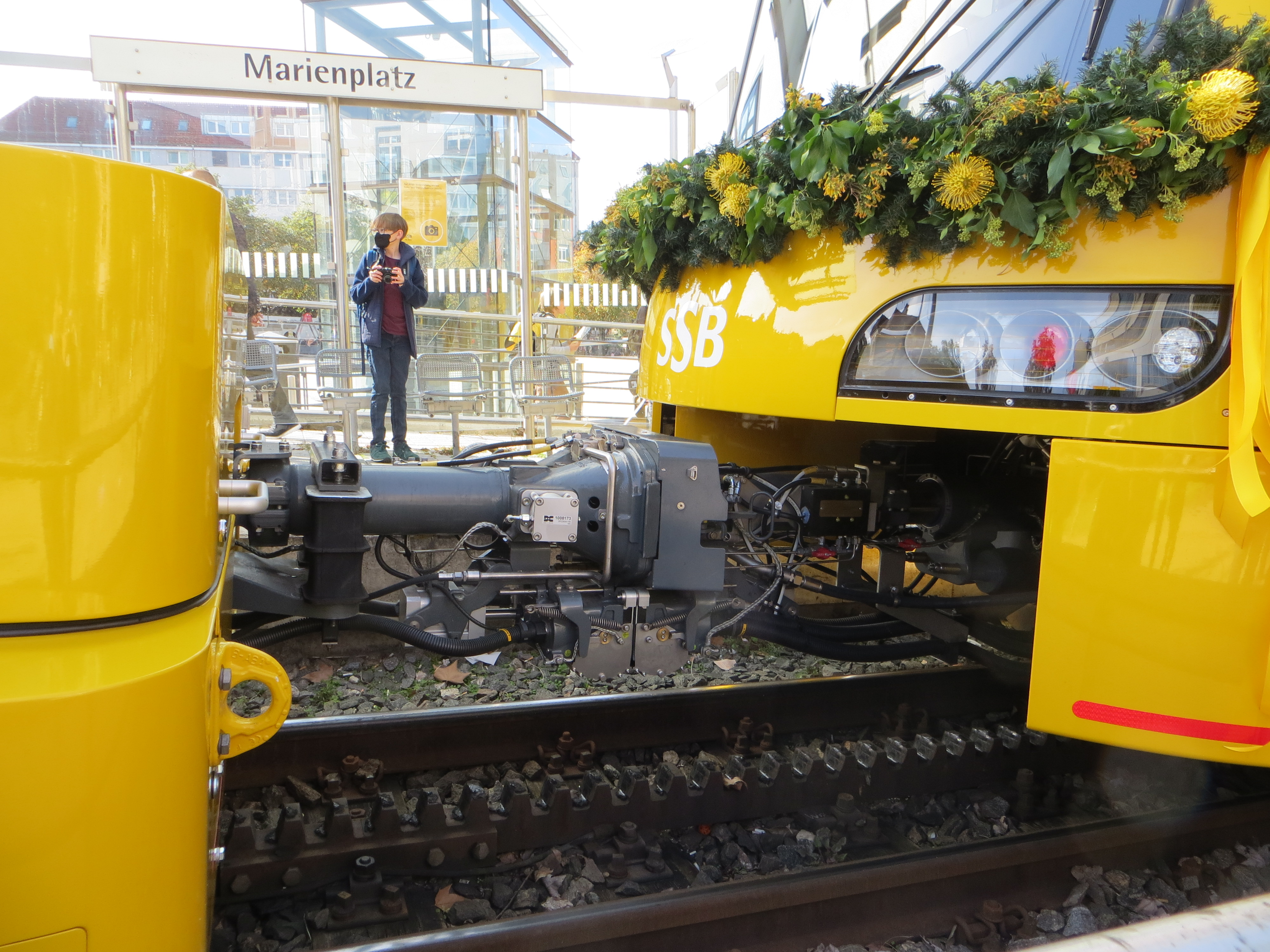
Kupplung von Fahrradvorstellwagen und Triebwagen
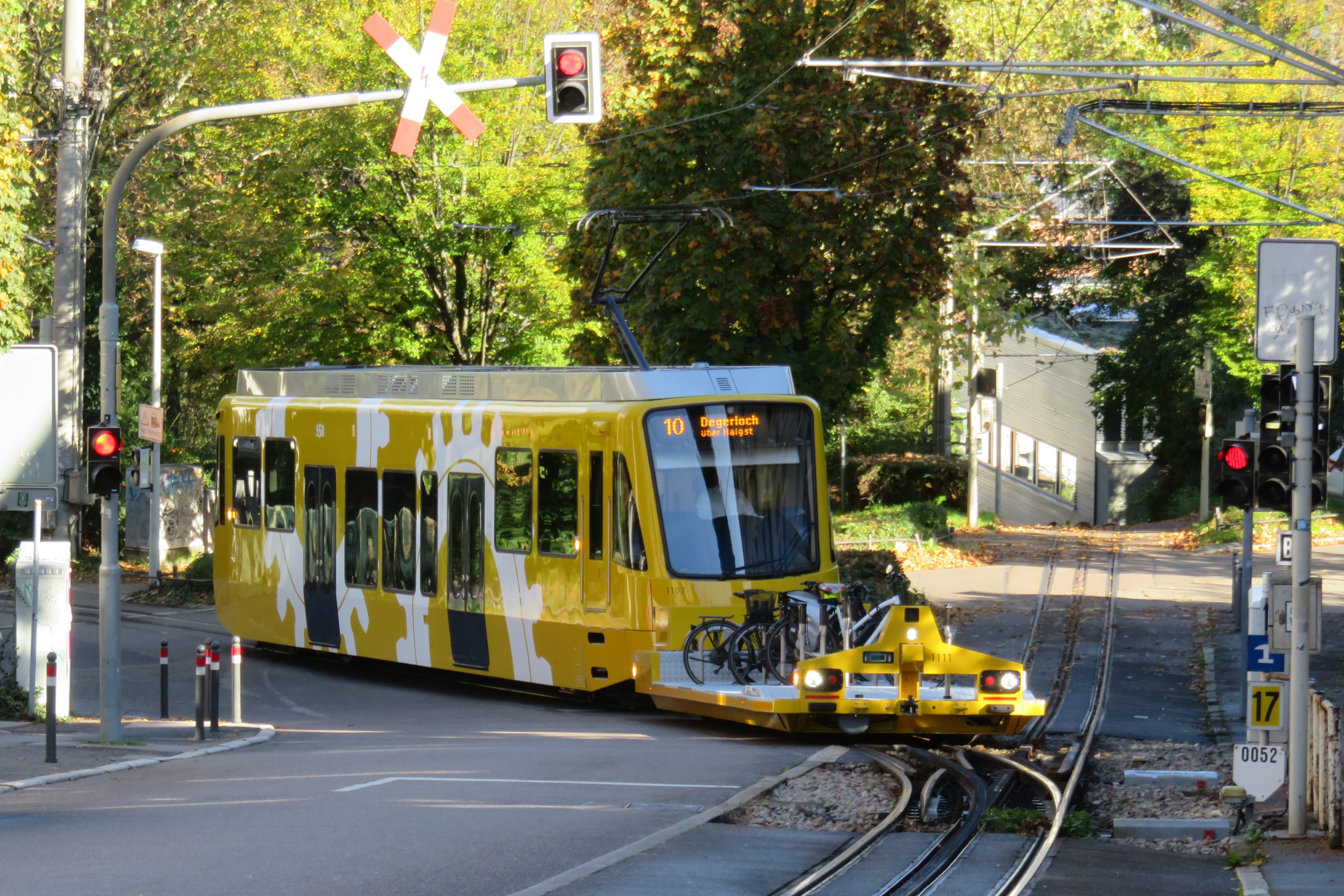
Beladener, bergwärts geschobener Vorstellwagen an der Liststraße

## Modelle
Im Rahmen des „Zacke-Festes“ zum 140-jährigen Jubiläum der Zahnradbahn am 5. Oktober 2024 wurden verschiedene Modelleisenbahn-Varianten des ZT 4.2 einschließlich Fahrradvorstellwagen vorgestellt. Hergestellt werden diese von der Avantive Modellmanufaktur aus Ulm. Zunächst erhältlich ist ein Standmodell in der Nenngröße H0m, folgen sollen ein beleuchtetes Displaymodell auf einem Sockel mit Steigung (ebenfalls H0m) sowie ein betriebsfähiges Modell und davon eine auf 100 Exemplare limitierte Edition mit fortlaufender Nummer und Zertifikat (beide H0). Bei letztgenanntem ist nur Wagen 1102 („Degerloch“) erhältlich, alle anderen Modelle sind mit allen drei Wagennummern und -namen erhältlich.